# Lista dos senhores da Casa de Saboia
Lista dos senhores da Casa de Saboia

As listas em baixo devem entender-se como de condes, duques e reis da Casa de Saboia.

## Condes de Saboia
Lista dos  Condes da Casa de Saboia
Como em princípio cada reinado é filho do precedente só se mostram as diferenças. 

Há quem não considere Tomás II como conde reinante por ter sido unicamente tutor de Bonifácio, e nessa caso não há 20 mas só 19 condes.
| #  | Nome                  |  | Início do governo     | Fim do governo         | Cognome(s)             | Notas                                                                 |
| -- | --------------------- |  | --------------------- | ---------------------- | ---------------------- | --------------------------------------------------------------------- |
| 1  | Humberto I            |  | 1003                  | 19 de Julho de 1048    | O Mãos-Brancas         |                                                                       |
| 2  | Amadeu I              |  | 19 de Julho de 1048   | 1051                   |                        |                                                                       |
| 3  | Otão                  |  | 1051                  | 19 de Março de 1060    |                        | Irmão de Amadeu I.                                                    |
| 4  | Pedro I               |  | 19 de Março de 1060   | 9 de Julho de 1078     |                        | Governa conjuntamente com o irmão, Amadeu II.                         |
| 5  | Amadeu II             |  | 19 de Março de 1060   | 26 de Janeiro de 1080  |                        | Governa conjuntamente com o irmão, Pedro I até 1078.                  |
| 6  | Humberto II           |  | 26 de Janeiro de 1080 | 14 de Outubro de 1103  | O Gordo                |                                                                       |
| 7  | Amadeu III            |  | 14 de Outubro de 1103 | 30 de Agosto de 1148   |                        | pai de Mafalda de Saboia, 1.ª rainha de Portugal                      |
| 8  | Humberto III          |  | 30 de Agosto de 1148  | 4 de Março de 1189     | O Abençoado            |                                                                       |
| 9  | Tomás I               |  | 4 de Março de 1189    | 1 de Março de 1233     |                        |                                                                       |
| 10 | Amadeu IV             |  | 1 de Março de 1233    | 24 de Junho de 1253    |                        |                                                                       |
| 11 | Bonifácio             |  | 24 de Junho de 1253   | Junho de 1263          |                        | Governa conjuntamente com Tomás II .                                  |
| 12 | Tomás II              |  | 24 de Junho de 1253   | 7 de Fevereiro de 1259 |                        | Filho de Tomás I, governa como regente, com o seu sobrinho Bonifácio. |
| 13 | Pedro II              |  | Junho de 1263         | 15 de Maio de 1268     | O Pequeno Carlos Magno | Tio de Bonifácio                                                      |
| 14 | Filipe I              |  | 15 de Maio de 1268    | 16 de Agosto de 1285   |                        | Irmão de Pedro II                                                     |
| 15 | Amadeu V              |  | 16 de Agosto de 1285  | 16 de Outubro de 1323  | O Grande               | Sobrinho de Filipe I                                                  |
| 16 | Eduardo               |  | 16 de Outubro de 1323 | 4 de Novembro de 1329  | O Liberal              |                                                                       |
| 17 | Aimão                 |  | 4 de Novembro de 1329 | 22 de Junho de 1343    | O Pacífico             | Irmão de Eduardo                                                      |
| 18 | Amadeu VI             |  | 22 de Junho de 1343   | 1 de Março de 1383     | O Conde Verde          |                                                                       |
| 19 | Amadeu VII            |  | 1 de Março de 1383    | 1 de Novembro de 1391  | O Conde Vermelho       |                                                                       |
| 20 | Amadeu VIII de Saboia |  | 1 de Novembro de 1391 | 1416                   |                        | Em 1416, o condado de Saboia é elevado a ducado.                      |

## Duques de Saboia
Lista dos Duques da Casa de Saboia
| #  | Nome               |  | Início do governo      | Fim do governo          | Cognome(s)    | Notas                                                                                           |
| -- | ------------------ |  | ---------------------- | ----------------------- | ------------- | ----------------------------------------------------------------------------------------------- |
| 20 | Amadeu VIII        |  | 1416                   | 1440                    |               | Foi o antipapa sob o nome de Félix V                                                            |
| 21 | Luís               |  | 1440                   | 29 de Janeiro de 1465   |               |                                                                                                 |
| 22 | Amadeu IX          |  | 29 de Janeiro de 1465  | 30 de Março de 1472     | O Feliz       |                                                                                                 |
| 23 | Felisberto I       |  | 30 de Março de 1472    | 22 de Setembro de 1482  | O Caçador     |                                                                                                 |
| 24 | Carlos I           |  | 22 de Setembro de 1482 | 13 de Março de 1490     |               | Irmão do anterior                                                                               |
| 25 | Carlos II          |  | 13 de Março de 1490    | 16 de Abril de 1496     |               |                                                                                                 |
| 26 | Filipe II          |  | 16 de Abril de 1496    | 7 de Novembro de 1497   | O Sem Terra   | Segundo tio de Carlos II e filho de Luís.                                                       |
| 27 | Felisberto II      |  | 7 de Novembro de 1497  | 10 de Setembro de 1504  | O Bom, O Belo |                                                                                                 |
| 28 | Carlos III         |  | 10 de Setembro de 1504 | Agosto de 1553          | O Bom         | Irmão de Felisberto II. Casou com Beatriz, infanta de Portugal                                  |
| 29 | Emanuel Felisberto |  | Agosto de 1553         | 30 de Agosto de 1580    |               | Um dos candidatos ao trono de Portugal, aquando da morte de seu tio, o cardeal-rei D. Henrique. |
| 30 | Carlos Emanuel I   |  | 30 de Agosto de 1580   | 26 de Julho de 1630     |               |                                                                                                 |
| 31 | Vitor Amadeu I     |  | 26 de Julho de 1630    | 7 de Outubro de 1637    |               |                                                                                                 |
| 32 | Francisco Jacinto  |  | 7 de Outubro de 1637   | 4 de Outubro de 1638    |               |                                                                                                 |
| 33 | Carlos Emanuel II  |  | 4 de Outubro de 1638   | 12 de Junho de 1675     |               | Irmão de Francisco Jacinto                                                                      |
| 34 | Vítor Amadeu II    |  | 12 de Junho de 1675    | 17 de Fevereiro de 1720 |               | A partir de 1720, Vítor Amadeu II torna-se rei da Sardenha                                      |

## Reis da Sardenha
Lista dos  Reis da Sardenha da Casa de Saboia
| #  | Nome               |  | Início do governo       | Fim do governo          | Cognome(s) | Notas                                                                              |
| -- | ------------------ |  | ----------------------- | ----------------------- | ---------- | ---------------------------------------------------------------------------------- |
| 34 | Vítor Amadeu II    |  | 17 de Fevereiro de 1720 | 3 de Setembro de 1730   |            | Também Duque de Saboia.                                                            |
| 35 | Carlos Emanuel III |  | 3 de Setembro de 1730   | 20 de Fevereiro de 1773 |            |                                                                                    |
| 36 | Vítor Amadeu III   |  | 20 de Fevereiro de 1773 | 16 de Outubro de 1796   |            |                                                                                    |
| 37 | Carlos Emanuel IV  |  | 16 de Outubro de 1796   | 4 de Junho de 1802      |            | Abdica em 1802                                                                     |
| 38 | Vítor Emanuel I    |  | 4 de Junho de 1802      | 12 de Março de 1821     |            | Irmão do anterior                                                                  |
| 39 | Carlos Félix       |  | 12 de Março de 1821     | 27 de Abril de 1831     |            | Último rei dos Saboia-Directos, Irmão do anterior.                                 |
| 40 | Carlos Alberto     |  | 27 de Abril de 1831     | 23 de Março de 1849     |            | Primerio rei do ramo Saboia-Carignano. Primo afastado dos irmãos anteriores        |
| 41 | Vítor Emanuel II   |  | 23 de Março de 1849     | 17 de Março de 1861     |            | Em 1861, Vítor Emanuel torna-se o primeiro rei da Itália unificada e independente. |

## Reis da Itália
Lista dos Reis da Itália  da Casa de Saboia
| #  | Nome              |  | Início do reinado    | Fim do reinado       | Cognome(s) | Notas |
| -- | ----------------- |  | -------------------- | -------------------- | ---------- | --- |
| 41 | Vítor Emanuel II  |  | 17 de Março de 1861  | 9 de Janeiro de 1878 |            | Com a unificação italiana, Vítor Emanuel II, rei da Sicília, torna-se o primeiro rei da Itália unificada e independente. |
| 42 | Humberto I        |  | 9 de Janeiro de 1878 | 29 de Julho de 1900  | O Rei Bom  | |
| 43 | Vítor Emanuel III |  | 29 de Julho de 1900  | 9 de Maio de 1946    |            | |
| 44 | Humberto II       |  | 9 de Maio de 1946    | 13 de Junho de 1946  |            | Reinou apenas um mês, após a queda do Fascismo e abdicação de seu pai.                                                   |

## Curiosidades
- fr:Armorial et nobiliaire de Savoie